# Emma Dunn
Pour les articles homonymes, voir Dunn.
Emma Dunn est une actrice anglaise, née le 26 février 1875 dans le Comté de Cheshire (Royaume-Uni) et morte le 14 décembre 1966 à Los Angeles (États-Unis).

## Filmographie

### Années 1910
- 1914 : Maman (Mother) de Maurice Tourneur : Mrs. Wetherell

### Années 1920
- 1920 : Old Lady 31 : Angie Rose
- 1924 : Calomnie (Pied Piper Malone) de Alfred E. Green : la mère Malone
- 1929 : Le Dernier Voyage (Side Street) de Malcolm St. Clair : Mme O'Farrell

### Années 1930
- 1930 : The Texan de John Cromwell : Señora Ibarra
- 1930 : Une belle brute (Manslaughter) de George Abbott : Miss Bennett
- 1931 : The Prodigal de Harry A. Pollard : Mme Farraday
- 1931 : The Bad Sister de Hobart Henley : Mrs. Madison
- 1931 : Too Young to Marry : Mme Bumpstead
- 1931 : Big Business Girl : petit rôle
- 1931 : Aimer, rire, pleurer (This Modern Age) de Nick Grinde : Mme Margaret Blake
- 1931 : Morals for Women de Mort Blumenstock : Mme Huston
- 1931 : Bad Company : Emma
- 1931 : The Guilty Generation de Rowland V. Lee : Mrs. Palmero
- 1931 : Compromised de John G. Adolfi : Mme Squires
- 1932 : Under Eighteen : Mme Evans
- 1932 : L'Homme que j'ai tué (Broken Lullaby) de Ernst Lubitsch : Frau Muller
- 1932 : Prisons d'enfants (Hell's House) de Howard Higgin : Emma Clark
- 1932 : The Wet Parade de Victor Fleming : Mme Sally Chilcote
- 1932 : The Cohens and Kellys in Hollywood (en) de John Francis Dillon : Mme Sarah Cohen
- 1932 : It's Tough to Be Famous de Alfred E. Green  : 'Moms' McClenahan
- 1932 : When a Fellow Needs a Friend : Charity Lady
- 1932 : Captive (Letty Lynton) de Clarence Brown : Mme Darrow, la mère de Jerry
- 1932 : Blessed Event : Mme Roberts
- 1933 : L'affaire se complique (Hard to Handle) de Mervyn LeRoy : Mme Hawks
- 1933 : Grand Slam de William Dieterle : Sœur Sob
- 1933 : Private Jones : Mme Jones
- 1933 : Elmer, the Great : Mme Kane
- 1933 : It's Great to Be Alive de Alfred L. Werker : Mme Wilton
- 1933 : A Man of Sentiment de Richard Thorpe : Mme Russell
- 1933 : Walls of Gold (en) de Kenneth MacKenna : (remplacée par Margaret Seddon)
- 1934 : Dark Hazard (en) d'Alfred E. Green : Mme Mayhew
- 1934 : The Quitter de Richard Thorpe : Cordelia Tilford
- 1934 : Dr. Monica : Mme Monahan, la nurse
- 1934 : Flirtation de Leo Birinski
- 1935 : George White's 1935 Scandals de George White, Harry Lachman et James Tinling : Tante Jane
- 1935 : La Clé de verre (The Glass Key) de Frank Tuttle : Maman
- 1935 : La Joyeuse Aventure (Ladies Crave Excitement) de Nick Grinde : Mrs Phelan
- 1935 : Keeper of the Bees (en) de Christy Cabanne : Margaret Campbell
- 1935 : Les Croisades (The Crusades) de Cecil B. DeMille : la mère d'Alan
- 1935 : Little Big Shot de Michael Curtiz : la directrice de l'orphelin
- 1935 : This Is the Life de Marshall Neilan : Mme Davis
- 1935 : Another Face de Christy Cabanne : la mère de Sheila
- 1935 : Seven Keys to Baldpate : Mme Quimby
- 1936 : L'Extravagant Mr. Deeds (Mr. Deeds Goes to Town) : Mme Meredith, la gouvernante
- 1936 : The Harvester : Granny Moreland
- 1936 : Second Wife : Mme Brown
- 1936 : Parade du football (Pigskin Parade) de David Butler : Mme Van Dyke
- 1937 : Le Cœur en fête (When You're in Love) de Robert Riskin et Harry Lachman : Mme Hamilton
- 1937 : Circus Girl : Molly
- 1937 : L'Amour à Waikiki (Waikiki Wedding) de Frank Tuttle : Mme Marvin, la mère de Tony
- 1937 : The Emperor's Candlesticks : Anna, la gouvernante d'Olga
- 1937 : Hideaway : Emma Peterson
- 1937 : La Revue du collège (Varsity Show) de William Keighley : Mme 'Ma' Smith
- 1937 : Madame X : Rose, la gouvernante de Fleuriot
- 1938 : Barreaux blancs (Lord Jeff) de Sam Wood : Mme Briggs
- 1938 : Joyeux Compères (Cowboy from Brooklyn) de Lloyd Bacon : Ma Hardy
- 1938 : La Foule en délire (The Crowd Roars) de Richard Thorpe : Laura McCoy
- 1938 : Nanette a trois amours (Three Loves Has Nancy) de Richard Thorpe : Mrs. Briggs
- 1938 : Le Jeune docteur Kildare (Young Dr. Kildare) de Harold S. Bucquet : Mme Martha Kildare
- 1938 : Thanks for the Memory de George Archainbaud : Mme Platt
- 1938 : Madame et son cowboy (The Cowboy and the Lady) de H. C. Potter : Ma Hawkins
- 1938 : Le Duc de West Point (The Duke of West Point) de Alfred E. Green : Mme West
- 1939 : Le Fils de Frankenstein (Son of Frankenstein) de Rowland V. Lee : Amelia
- 1939 : On demande le docteur Kildare (Calling Dr Kildare), de Harold S. Bucquet : Mme Martha Kildare
- 1939 : À chaque aube je meurs (Each Dawn I Die) de William Keighley : Mme Ross
- 1939 : Hero for a Day : Emmy 'Moms' Dunn
- 1939 : Le Secret du docteur Kildare (The Secret of Dr. Kildare) de Harold S. Bucquet
- 1939 : The Llano Kid : Doña Teresa

### Années 1940
- 1940 : High School, de George Nichols Jr. : Mme O'Neill
- 1940 : Little Orvie : Mme Welty
- 1940 : Half a Sinner (en) d'Al Christie : Mamie Gladden
- 1940 : L'Étrange Cas du docteur Kildare (Dr. Kildare's Strange Case) de Harold S. Bucquet : Mme Martha Kildare
- 1940 : You Can't Fool Your Wife : Mère Fields
- 1940 : One Crowded Night : Ma Mathews
- 1940 : Chantez, dansez, mes belles ! (Dance, Girl, Dance) de Dorothy Arzner : Mme Simpson
- 1940 : Dr. Kildare Goes Home (en) : Mme Martha Kildare
- 1940 : Yesterday's Heroes (it) : Tante Winnie
- 1940 : Le Dictateur (The Great Dictator) de Charlie Chaplin : Mme Jaeckel
- 1941 : Joies matrimoniales (Mr. & Mrs. Smith) de Alfred Hitchcock : Martha
- 1941 : Scattergood Baines (en) de Christy Cabanne : Mirandy Baines
- 1941 : The Monster and the Girl (en) de Stuart Heisler : Tante Della
- 1941 : Le Châtiment (The Penalty) de Harold S. Bucquet : 'Ma' McCormick
- 1941 : Scattergood Pulls the Strings (en) de Christy Cabanne : Mirandy Baines
- 1941 : Scattergood Meets Broadway de Christy Cabanne : Mirandy Baines
- 1941 : Dr. Kildare's Wedding Day (en) de Harold S. Bucquet : Mme Martha Kildare
- 1941 : Ladies in Retirement de Charles Vidor : Sœur Theresa
- 1941 : Rise and Shine de Allan Dwan : Mme Murray
- 1941 : Débuts à Broadway (Babes on Broadway) de Busby Berkeley : Mme Williams
- 1942 : The Mad Martindales : Agnes
- 1942 : The Postman Didn't Ring : Martha Carter
- 1942 : La Justice des hommes (The Talk of the Town), de George Stevens : Mme Shelley
- 1942 : Ma femme est une sorcière (I Married a Witch) de René Clair : femme du juge de paix
- 1942 : When Johnny Comes Marching Home (en) : Ma (Norah) Flanagan
- 1943 : Hoosier Holiday : Molly Baker
- 1943 : L'Étoile du Nord (The North Star) de Lewis Milestone : une paysanne
- 1943 : Minesweeper (en) de William Berke : Mom Smith
- 1943 : The Cross of Lorraine : Mme Marchand
- 1944 : The Bridge of San Luis Rey de Rowland V. Lee : Doña Mercedes
- 1944 : C'est arrivé demain (It Happened Tomorrow) de René Clair : Mme Keaver
- 1944 : Are These Our Parents? : Ma Henderson
- 1944 : My Buddy (en) de Steve Sekely : Mary Ballinger
- 1946 : The Hoodlum Saint de Norman Taurog : Maggie
- 1946 : Night Train to Memphis : Ma Acuff
- 1947 : Mon père et nous (Life with Father) de Michael Curtiz : Margaret
- 1947 : Le deuil sied à Électre (Mourning Becomes Electra) de Dudley Nichols : Mme Borden
- 1948 : The Woman in White de Peter Godfrey : Mme Vesey